# Niekao Lernwelten Verlag
Der Niekao Lernwelten Verlag ist ein Verlag für digitale Unterrichtsmaterialien, die vom Kunden nach eigenen Vorstellungen weiterbearbeitet werden können. Das Angebot beinhaltet hauptsächlich Werke von aktiven Lehrern aus dem Bereich Grund- und Förderschule.

## Unternehmensporträt
Im Fokus der Verlagstätigkeit steht die Erstellung von Unterrichtsmaterialien für differenzierende und individualisierte Unterrichtsformen, in denen Lehrkräfte die Rolle des Lernbegleiters übernehmen können. Dabei werden insbesondere Unterrichtswerke veröffentlicht, die von Lehrern bereits in der eigenen Praxis angewendet wurden. Die Werke werden in gängigen Formaten (Word, PowerPoint, PDF) zumeist per Download oder CD vertrieben. Neben den klassischen Grundschulfächern (Mathe, Deutsch, Sachkunde) umfasst das Verlagsprogramm auch Materialien zu den Fächern Englisch, Ethik, Religion sowie spezielle Werke zur Förderung von Kindern mit Herausforderungen (Dyskalkulie, Lese-, Rechtschreib- und Konzentrationsschwäche).
Im Jahr 2015 waren rund 40 Autoren, vier Grafiker und sechs Lektoren für den Verlag aktiv. In der Regel erscheinen zwischen zwei bis vier Werke pro Woche, die über den eigenen Internetshop oder große Portale vertrieben werden.

## Unternehmensgeschichte
Die Gründung des Verlages erfolgte im Jahr 2006 als Imprint der H-Faktor GmbH, einem auf Fragen des intergenerativen und interkulturellen Personalmanagements spezialisierten forschungsnahen Beratungsunternehmen aus Dortmund. Sie resultiert aus dem Forschungsprojekt „Nikao“, gefördert vom Bildungsministerium des Landes NRW in den Jahren 2004 bis 2006. In Anlehnung an das Projekt wurde als Verlagsname NieKao-Lernwelten gewählt. Seit Oktober tritt der Verlag eigenständig als UG (haftungsbeschränkt) auf.